# جيمس مكينيس
جيمس مكينيس هو سياسي كندي، ولد في 24 مايو 1855، وتوفي في 20 أغسطس 1917.